# كورت شرودر
كورت شرودر (بالألمانية: Kurt Schröder)‏ هو موزع وملحن ألماني، ولد في 6 سبتمبر 1888 في Hagenow ‏ في ألمانيا، وتوفي في 5 يناير 1962 في فرانكفورت في ألمانيا.

## وصلات خارجية
- كورت شرودر على موقع IMDb (الإنجليزية)
- كورت شرودر على موقع ألو سيني (الفرنسية)
- كورت شرودر على موقع ميوزك برينز (الإنجليزية)
- كورت شرودر على موقع قاعدة بيانات الأفلام السويدية (السويدية)
- كورت شرودر على موقع أول ميوزيك (الإنجليزية)
- كورت شرودر على موقع ديسكوغز (الإنجليزية)
- كورت شرودر على موقع قاعدة بيانات الفيلم (الإنجليزية)
- كورت شرودر على موقع كينوبويسك (الروسية)